# Lit (Schweden)
Lit ist eine Ortschaft (tätort) in der schwedischen Provinz Jämtlands län und der historischen Provinz Jämtland.
Lit befindet sich 23 km nördlich von Östersund an der Europastraße 45. In Lit gibt es einige Geschäfte und eine Tankstelle. Die Kirche von Lit stammt aus dem Jahr 1797. Der Bahnhof liegt an der Inlandsbahn und wird in den Sommermonaten im Personenverkehr bedient, außerhalb der Zeit findet nur Güterverkehr statt.

## Galerie

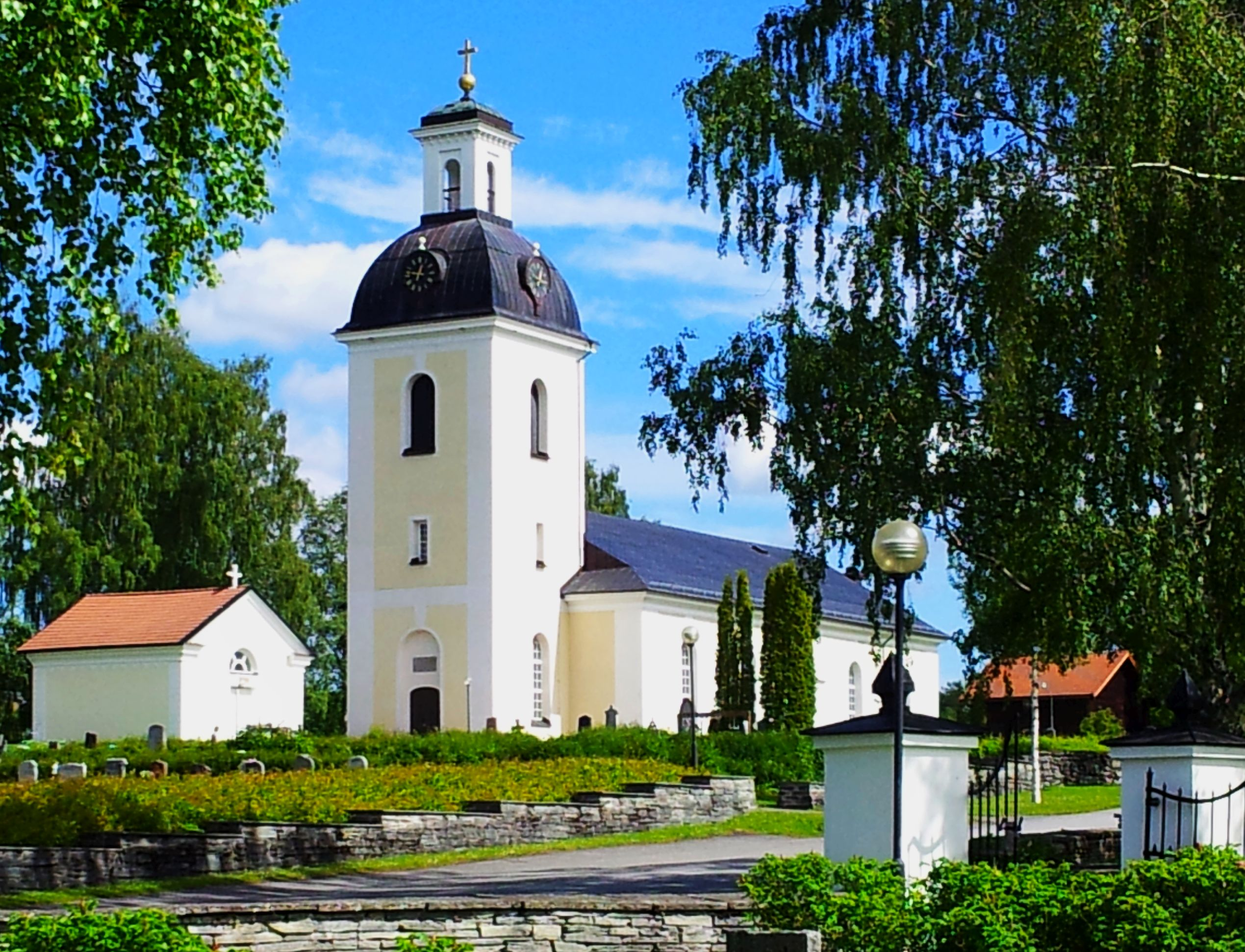
Kirche
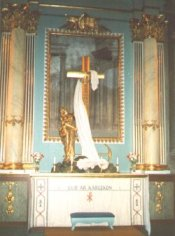
Altar
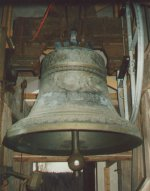
Große Glocke

## Persönlichkeiten
- Heike Hedlund (* 1942), Eisschnellläufer